# Раймонд Ассо
Раймонд Ассо (фр. Raymond Asso, 2 червня 1901, Ніцца, Франція — 24 жовтня 1968) — французький поет і легіонер.

## Біографія
Народився в Ніцці, Франція, в неблагополучній сім'ї. Коли йому виповнилося 15 років, батьки відправили його до Марокко. Першим бажанням Ассо було борознити моря і океани. З 1916 по 1919 роки він був «пастухом на марокканських рівнинах». Досягнувши вісімнадцяти років, він поступає в спаги, а потім разом з армією вирушає в Туреччину і Сирію. У 1923 році Раймонд залишає військову службу і повертається в Ніццу; де відсутність постійного заняття і непосидючий характер в 1924 році приводять його до Парижу. У Парижі Раймонд Ассо змінив безліч професій. Він працював пастухом, службовцем, керівником на фабриці, шофером та менеджером в нічному клубі. Так саме про цей період Ассо згадував: 
 «Ще я був безробітним і навіть контрабандистом.» 

Коли йому виповнилося тридцять, його охопило смутне почуття своєї непотрібності, Ассо говорив: 
 «Я не соромлюся сказати це: саме ремесло контрабандиста повернуло мені упевненість в собі. Я раптом зрозумів, що в мені ще залишилося щось потрібне.» 
 Можливість довести собі це, була надана одним детективом, у якого Раймонд служив секретарем. Детектив запропонував Раймону зробити фільм.
Треба було витягнути з трьох машинописних сторінок матеріал для роману, який потім буде екранізований. Якщо вірити оповіданням, до справи доклав руку Асельбе — під таким псевдонімом виступав автор книги, по виходу якої, через десять років був поставлений «Дядько з Антверпена», фільм Верба Алагре; в якому прекрасно зіграла молода і прекрасна Симона Синьйоре. Раймон Ассо написав пісню для однієї з сцен фільму. Дізнавшись про це, хтось сказав йому: «У вас є дані» — і послав Раймона до музичного видавця Міларскі.

## Період Едіт Піаф
У 1930-х Раймонд Ассо писав пісні для Марі Дюба (фр. Marie Dubas) у тому числі («Le Fanion de la Légion», «Mon légionnaire»).
У 1935 році він зустрів Едіт Піаф (фр. Edith Piaf). Едіт тоді виступала на вулиці, після того, як їй довелося піти з кабаре «Жерніс» (фр. le Gerny's), оскільки був убитий його власник — Луї Лепле (фр. Louis Leplée). Ассо став для Піаф більше, ніж просто партнер. Раймонд Ассо взяв на себе кар'єру співачки і написав для неї декілька пісень. Раймонд виступаючи її наставником, вчив її культурі і як правильно одягатися, добре писати та читати. Разом з Маргарит Монно, яка стала постійним композитором Едіт Піаф, він створив оригінальний репертуар, викроєний спеціально для Піаф, унікальний досвід, що відбиває її. Французька співачка стала його коханою і музою. А 26 березня 1937року він організовує виступ Едіт в мюзик-холі «АВС».
До війни, Ассо написав ряд хітів для Едіт Піаф з музикою Маргарит Монно: «Un jeune homme chantait» (1937), «Elle fréquentait la rue Pigalle» (1939), «Paris — Méditerranée» (1938), «C'est lui que mon cœur a choisi» (1938) та ін.
У серпні 1939 року Раймонд Ассо був призваний в французьку армію через початок Другої світової війни і його співпраця з Піаф закінчилося.

## Післявоєнний період
Після війни Ассо продовжував писати пісні для інших артистів, включаючи Люсьєн Деліль, Марселя Мулуджи і Рене Леба.
1950-ті роки були плідним періодом для поета. Йому принесли комерційний успіх такі пісні, як «Y'a tant d'amour» (у виконанні Рене Леба) і «Un petit coquelicot», яка була написана для Марселя Мулуджи.
Ассо писав пісні для багатьох французьких зірок епохи:
- Ів Монтан («Ninon, ma ninette»)
- Катрін Соваж («Berceuse pour demain», «Mon coeur battait», «Mon ami m'a donné», «Mais les vrais amoureux»)
- Жан Бретоньє («C'est tant pis, c'est tant mieux»)
- Одетт Лор («Je suis nerveuse»)
- Тіно Россі («Mon printemps», «O ma mie o ma Mireille»)
- Андре Дассарі («Des pays merveilleux»)

Раймонд Ассо також написав декілька музичних історій для дітей, такі як «La légende du Père — Noël» («The Legend of Father Christmas»)
Наприкінці свого життя Раймонд Ассо відійшов від написання пісень. У період з 1962 по 1968 роки він був адміністратором суспільства авторів, композиторів і музичних видавців, яке засноване в Франції, організації колективного управління авторським правом (фр. Société des auteurs, compositeurs et éditeurs de musique) SACEM.
Раймонд Ассо помер 24 жовтня 1968 року у віці 67 років, залишивши незгладимий слід в історії французької пісні. Його останніми словами були: 
«Я повертаюся до тебе, Едіт.»